# 高晓明 (免疫学家)
高晓明，北京大学医学部教授、博士生导师，研究方向为糖免疫生物学、免疫调节与自身免疫病。中华人民共和国教育部第二批“长江学者”特聘教授。承担“973”等多个重点学术科研项目。

## 生平
1979年至1984年，就读于北京大学医学部（原北京医学院），获基础医学专业学士学位；
1984年至1987年，在卫生部长春生物制品研究所做研究员；
1987年至1990年，在维康桑格研究所/伦敦大学国王学院，攻读博士研究生；1990年至1994年，在英国牛津大学分子医学研究所攻读博士后；
1994年至1998年，在英国帝国理工医学院生物化学系做研究员；
1997年至2010年，在北京大学医学部（原北京医科大学）任教；
2004年至2010年，任卫生部医学免疫学重点实验室主任 ；
2010年至今，任苏州大学基础医学与生物科学学院教授、博士生导师、院长。